# Bigas Luna
José Juan  Bigas Luna (Barcelona, 19 de março de 1946 - La Riera, Tarragona, 6 de abril de 2013) foi um cineasta e argumentista espanhol.
Começou sua carreira cinematográfica nos anos de 1970, rodando curta metragem e seu primeiro longa metragem foi em 1976 e chama-se Tatuaje. Em 1978, com o filme Bilbao, conseguiu prestigio internacional quando foi selecionado para o Festival de Cannes.
Seus filmes são em língua castelhana e em catalão, e contam sempre com uma grande carga de erotismo, sendo considerado um grande descobridor de talentos como Ariadna Gil, Javier Bardem, Penélope Cruz, Jordi Mollà.

## Filmes
1. Tatuaje (1976)
2. Bilbao (1978)
3. Caniche (1979)
4. Renacer (1981)
5. Lola (1986)
6. Anguish (1987)
7. Las edades de Lulú (1990)
8. Jamón, jamón (1992)
9. Huevos de oro (1993)
10. La teta y la luna (1994)
11. Lumière et compagnie (1996)
12. Bámbola (1996)
13. La camarera del Titanic (1997)
14. Volavérunt (1999)
15. Son de mar (2001)
16. My Name Is Juani (2006)
17. Di Di Hollywood (2010)

## Principais Prémios
- Festival de Veneza: Prémio para melhor guião para o filme La teta y la luna.